# Panneau d'indication de limitations générales de vitesse en France
Le panneau d'indication de limitations générales de vitesse en entrée de territoire est, en France, un panneau de signalisation carré à fond bleu, bordé d’un listel blanc, portant en son centre plusieurs encarts avec des idéogrammes représentatifs de limitations de vitesse. Le panneau utilisé en entrée de territoire est codifié C25a, celui utilisé sur autoroute est codifié C25b.

## Histoire
Le 1er juillet 2018, consécutivement à l'abaissement de la limitation de vitesse sur les routes à double sens sans séparateur central de 90 à 80 km/h, le panneau 90 est remplacé par le 80. L'installation ou le changement de ce type de panneaux est estimé entre 1 200 et 2 500 euros.

## Usage
Aux entrées sur le territoire français, la signalisation des limitations générales de vitesse en vigueur est facultative. Le panneau C25a doit être implanté à proximité immédiate des postes frontières, à la sortie des aéroports et des ports desservant des lignes internationales. Il ne doit pas être complété par un panonceau.
La signalisation des limitations générales de vitesse sur autoroute est facultative. Lorsqu’elle est jugée utile, le panneau doit être implanté en section courante, hors séquence de signalisation de police et de signalisation de direction (y compris signalisation des aires de repos ou de service, de sortie et gare de péage). Il peut être implanté tous les 50 km environ.

## Caractéristiques
Contrairement aux autres panneaux de type C, il n'existe qu'une ou deux dimensions pour les panneaux de type C25 :
- le panneau C25a a une unique dimension : 1 600 × 2 400 mm ;
- le panneau C25b a deux dimensions possibles : 1 600 × 2 400 mm et 2 400 × 3 600 mm.

## Implantation

### Distance latérale
Sauf contrainte de site, la distance entre l'aplomb de l'extrémité du panneau situé du côté de la chaussée et la rive voisine de cette extrémité ne doit pas être inférieure à 0,70 m.
En rase campagne, les panneaux sont placés en dehors de la zone située en bord de chaussée et traitée de telle façon que les usagers puissent y engager une manœuvre de redirection ou de freinage dite « zone de récupération », ou leur support au minimum à 2 m du bord voisin de la chaussée, à moins que des circonstances particulières s'y opposent (accotements étroits, présence d'une plantation, d'une piste cyclable, d'une voie ferrée, etc.).
En agglomération, les panneaux sont placés de manière à minimiser la gêne des piétons.
Le support d'un signal peut aussi être implanté sur une propriété riveraine ou ancré à une façade après accord du propriétaire ou par application si cela est possible en vertu du décret-loi du 30 octobre 1935 et du décret 57-180 du 16 février 1957.

### Hauteur au-dessus du sol
En rase campagne, la hauteur règlementaire est fixée en principe à 1 m (si plusieurs panneaux sont placés sur le même support, cette hauteur est celle du panneau inférieur, hauteur assurant généralement la meilleure visibilité des panneaux frappés par les feux des véhicules. Elle peut être modifiée compte tenu des circonstances locales soit pour assurer une meilleure visibilité des panneaux, soit pour éviter qu'ils masquent la circulation.
En agglomération, lorsqu’il y a un éclairage public, les panneaux peuvent être placés à une hauteur allant jusqu'à 2,30 m pour tenir compte notamment des véhicules qui peuvent les masquer, ainsi que de la nécessité de ne gêner qu'au minimum la circulation des piétons.

### Position de la face
Le plan de face avant d'un panneau implanté sur accotement ou trottoir doit être légèrement incliné de 3 à 5° vers l'extérieur de la route afin d'éviter le phénomène de réflexion spéculaire qui peut, de nuit, rendre le panneau illisible pendant quelques secondes.

## Visibilité de nuit
Les panneaux et panonceaux de signalisation doivent être visibles et garder le même aspect de nuit comme de jour. Les signaux de danger sont tous rétroréfléchissants ou éventuellement dans certaines conditions définies ci-dessous, éclairés.
Les revêtements rétroréfléchissants doivent avoir fait l'objet, soit d'une homologation, soit d'une autorisation d'emploi à titre expérimental. La rétroréflectorisation porte sur toute la surface des panneaux et panonceaux à l'exception des parties noires ou grises.

### Ouvrages utilisés
- Marina Duhamel-Herz, Un demi-siècle de signalisation routière, Paris, Presses École Nationale Ponts Chaussees, décembre 1994 (ISBN 2-85978-220-6)
- Marina Duhamel-Herz, Jacques Nouvier, La signalisation routière en France de 1946 à nos jours, Paris, AMC Editions, novembre 1998 (ISBN 2-913220-01-0)